# Kahamlîk, Hlobîne
Kahamlîk (în ucraineană Кагамлик) este un sat în comuna Pronozivka din raionul Hlobîne, regiunea Poltava, Ucraina.

## Demografie
Componența lingvistică a localității Kahamlîk
     Ucraineană (97,69%)
     Rusă (1,63%)
     Alte limbi (0,68%)
Conform recensământului din 2001, majoritatea populației localității Kahamlîk era vorbitoare de ucraineană (97,69%), existând în minoritate și vorbitori de rusă (1,63%).